# Mariana (kommunhuvudort)
Mariana är en kommunhuvudort i Spanien.   Den ligger i provinsen Provincia de Cuenca och regionen Kastilien-La Mancha, i den centrala delen av landet, 130 km öster om huvudstaden Madrid. Mariana ligger 968 meter över havet och antalet invånare är 306.
Terrängen runt Mariana är kuperad söderut, men norrut är den platt. Runt Mariana är det ganska glesbefolkat, med 38 invånare per kvadratkilometer. Närmaste större samhälle är Cuenca, 11,2 km söder om Mariana. 